# Коиш, Владимир
Вла́димир Ко́иш (чеш. Vladimír Kos; 31 марта 1936[…], Чехословакия — 17 сентября 2017, Прага) — чехословацкий футболист, игравший на позиции нападающего, в частности, за клуб «Спартак Прага Сталинград». Серебряный призёр чемпионата мира 1962 года в составе национальной сборной Чехословакии.

## Клубная карьера
В профессиональном футболе дебютировал в 1956 году за команду «Дукла» (Пардубице), в которой провёл два сезона. В 1962 году перешёл в клуб «Спартак Прага Сталинград», за который отыграл шесть сезонов и забил 23 гола в 130 матчах.
Завершил профессиональную карьеру футболиста за команду «Спарта» (Прага) в 1968 году, став за это время двукратным чемпионом Чехословакии. За четыре года в «Спарте» он сыграл в 104 матчах чемпионата, забив 18 голов.

## Карьера в сборной
В составе национальной сборной был участником чемпионата мира 1962 года в Чили, где вместе с командой завоевал «серебро». Был в заявке команды, но участия в матчах не принимал. Коиш так и не дебютировал за сборную, не сумев выиграть конкуренцию у Святоплука Плускала и Йозефа Масопуста.
Ушёл из жизни 17 сентября 2017 года на 82-м году жизни в городе Прага.

## Достижения
«Спарта» (Прага)
- Чемпион Чехословакии (2): 1964/1965, 1966/1967

Сборная Чехословакии
- Вице-чемпион мира: 1962